# Grote Prijs Stad Zottegem 2012
Il Grote Prijs Stad Zottegem 2012, settantasettesima edizione della corsa e valida come evento dell'UCI Europe Tour 2012 categoria 1.1, si svolse il 23 agosto 2012 su un percorso di 181,7 km. Fu vinta dal belga Matthias Brändle che terminò la gara in 4h02'51", alla media di 44,89 km/h.
Al traguardo 134 ciclisti portarono a termine il percorso.

## Ordine d'arrivo (Top 10)
| Pos. | Corridore           | Squadra       | Tempo    |
| ---- | ------------------- | ------------- | -------- |
| 1    | Matthias Brändle    | Team NetApp   | 4h02'51" |
| 2    | Jempy Drucker       | Accent.jobs   | a 1"     |
| 3    | Wouter Wippert      | Lotto-Belisol | a 5"     |
| 4    | Jacopo Guarnieri    | Astana        | s.t.     |
| 5    | Egidijus Juodvalkis | Landbouwkred. | s.t.     |
| 6    | Borut Božič         | Astana        | s.t.     |
| 7    | Roman Majkin        | RusVelo       | s.t.     |
| 8    | Sam Bennett         | An Post-Kelly | s.t.     |
| 9    | Steffen Radochla    | NSP-Ghost     | s.t.     |
| 10   | Mark McNally        | An Post-Kelly | s.t.     |